# (5601) 1991 VR
(5601) 1991 VR es un asteroide perteneciente al cinturón de asteroides descubierto el 4 de noviembre de 1991 por Seiji Ueda y el astrónomo Hiroshi Kaneda desde el Kushiro Marsh Observatory, Hokkaido, Japón.

## Designación y nombre
Designado provisionalmente como 1991 VR.

## Características orbitales
1991 VR está situado a una distancia media del Sol de 2,179 ua, pudiendo alejarse hasta 2,451 ua y acercarse hasta 1,907 ua. Su excentricidad es 0,124 y la inclinación orbital 4,832 grados. Emplea 1175,31 días en completar una órbita alrededor del Sol.

## Características físicas
La magnitud absoluta de 1991 VR es 13,7. Tiene 4,485 km de diámetro y su albedo se estima en 0,423. 